# Cultura de Majiayao
La cultura Majiayao fue un grupo de comunidades neolíticas que vivían principalmente en la región china del curso alto del río Amarillo al este de Gansu, Qinghai y norte de Sichuan. La cultura existió entre el 3300 y 2000 a. C. La cultura Majiayao supone la primera vez que la región del curso alto del río Amarillo fue extensamente poblada por comunidades agrícolas y es famosa por su cerámica pintada, lo cual es visto como el esplendor de la manufactura de cerámica en aquel tiempo.

## Historia
El yacimiento arqueológico fue descubierto por primera vez en 1924 cerca del pueblo de Majiayao en el condado de Lintao (Gansu), por el arqueólogo sueco Johan Gunnar Andersson, quien lo consideró parte de la cultura de Yangshao.
Siguiendo el trabajo de Xia Nai, el fundador de la arqueología contemporánea en la República Popular China, ha sido considerada una cultura diferente, bautizada con el nombre de la localización del yacimiento.   
Esta cultura evolucionó de la fase media de Miaodigou, a través de la fase intermedia Shilingxia.
Se divide usualmente a la cultura en tres fases: Majiayao (3300–2500 a. C.), Banshan (2500–2300 a. C.) y Machang (2300–2000 a. C.).
Al final del III milenio a. C., la cultura Qijia sucedió a la cultura Majiayao en yacimientos de tres zonas geográficas principales: este de Gansu, centro de Gansu, y oeste de Gansu/este de Qinghai.

## Cerámica

Muestras de cerámica Majiayao de diferentes fases
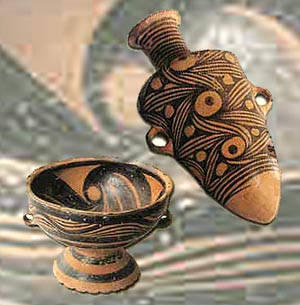
Fase Majiayao
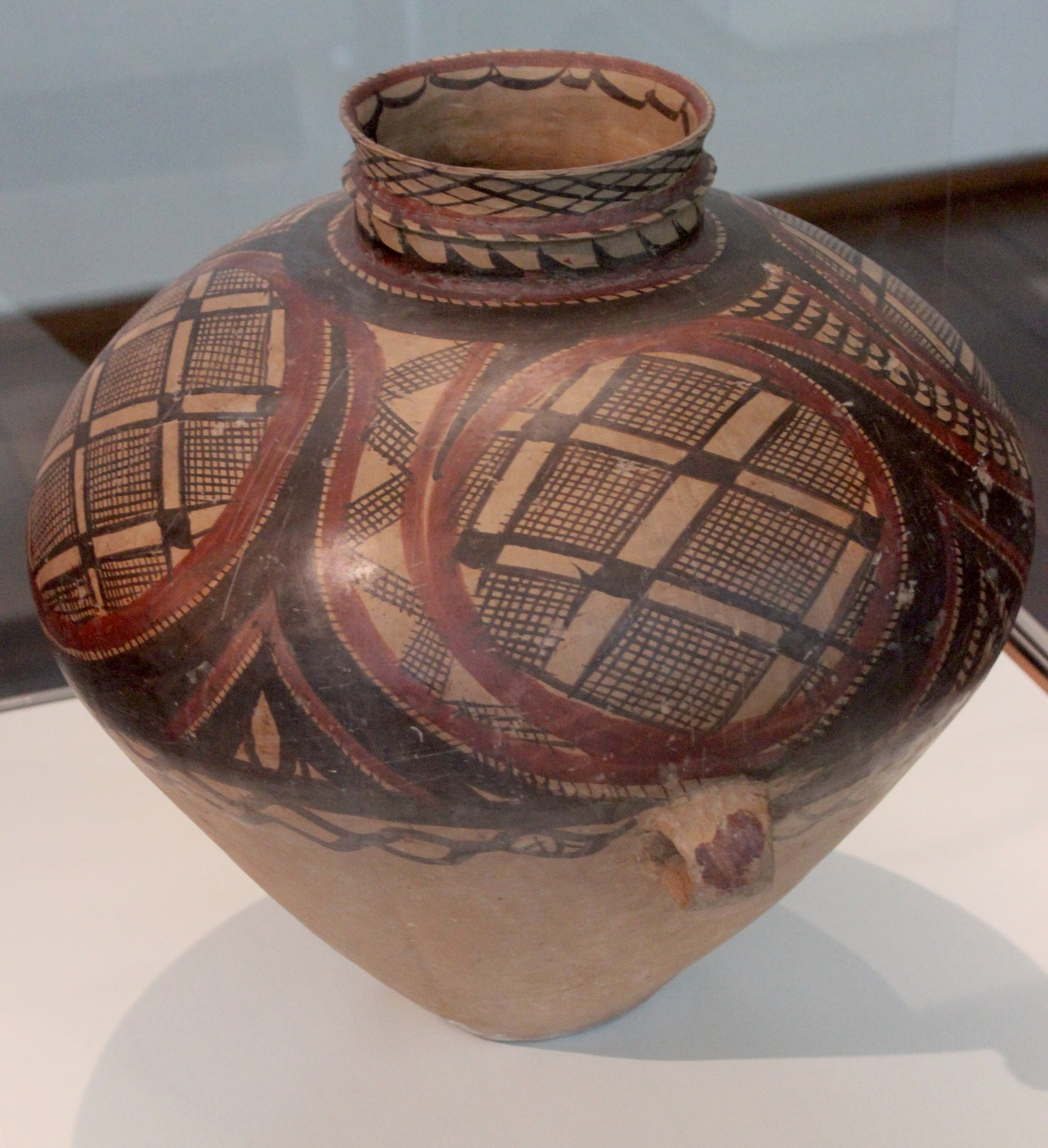
Fase Banshan
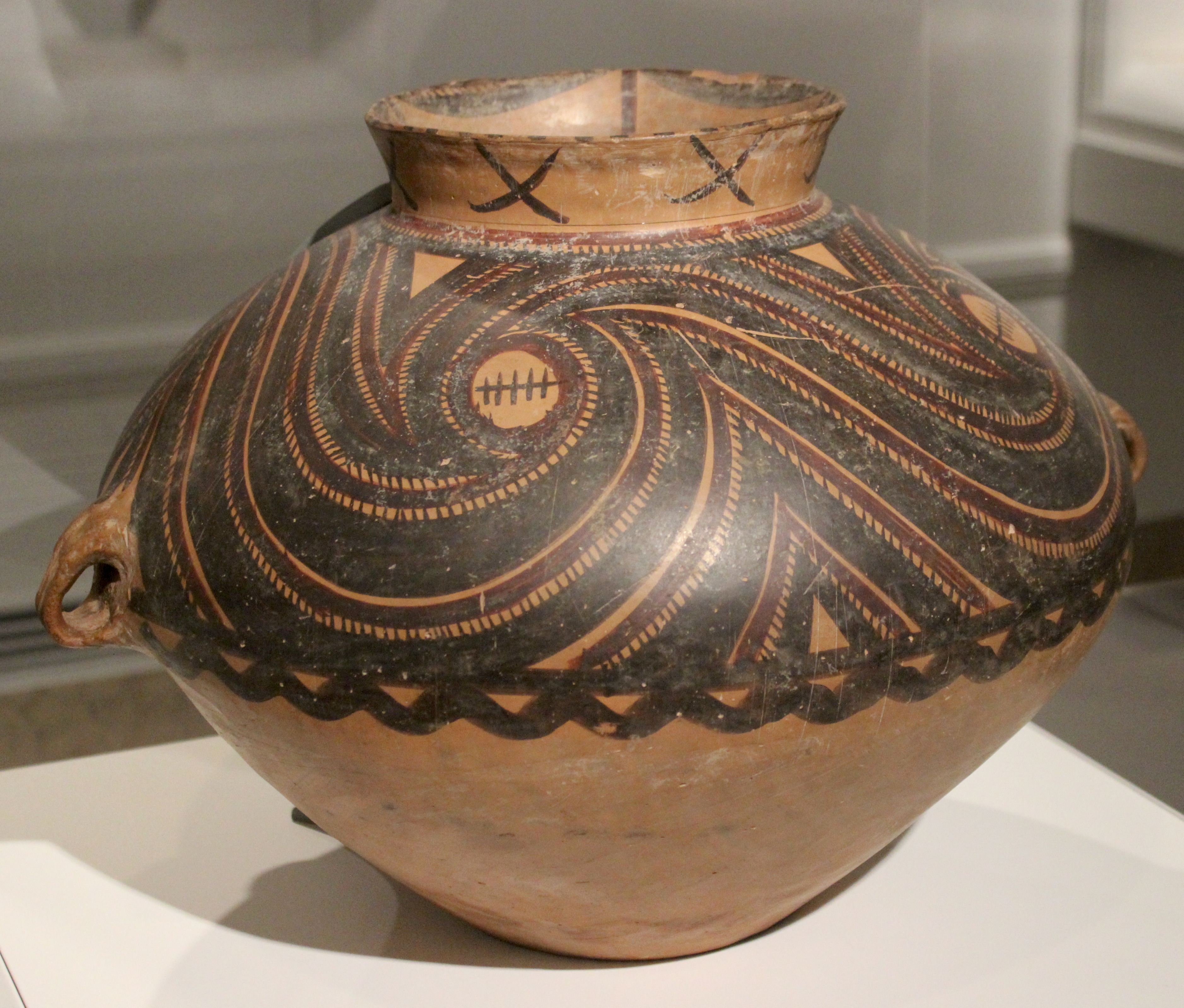
Fase Banshan
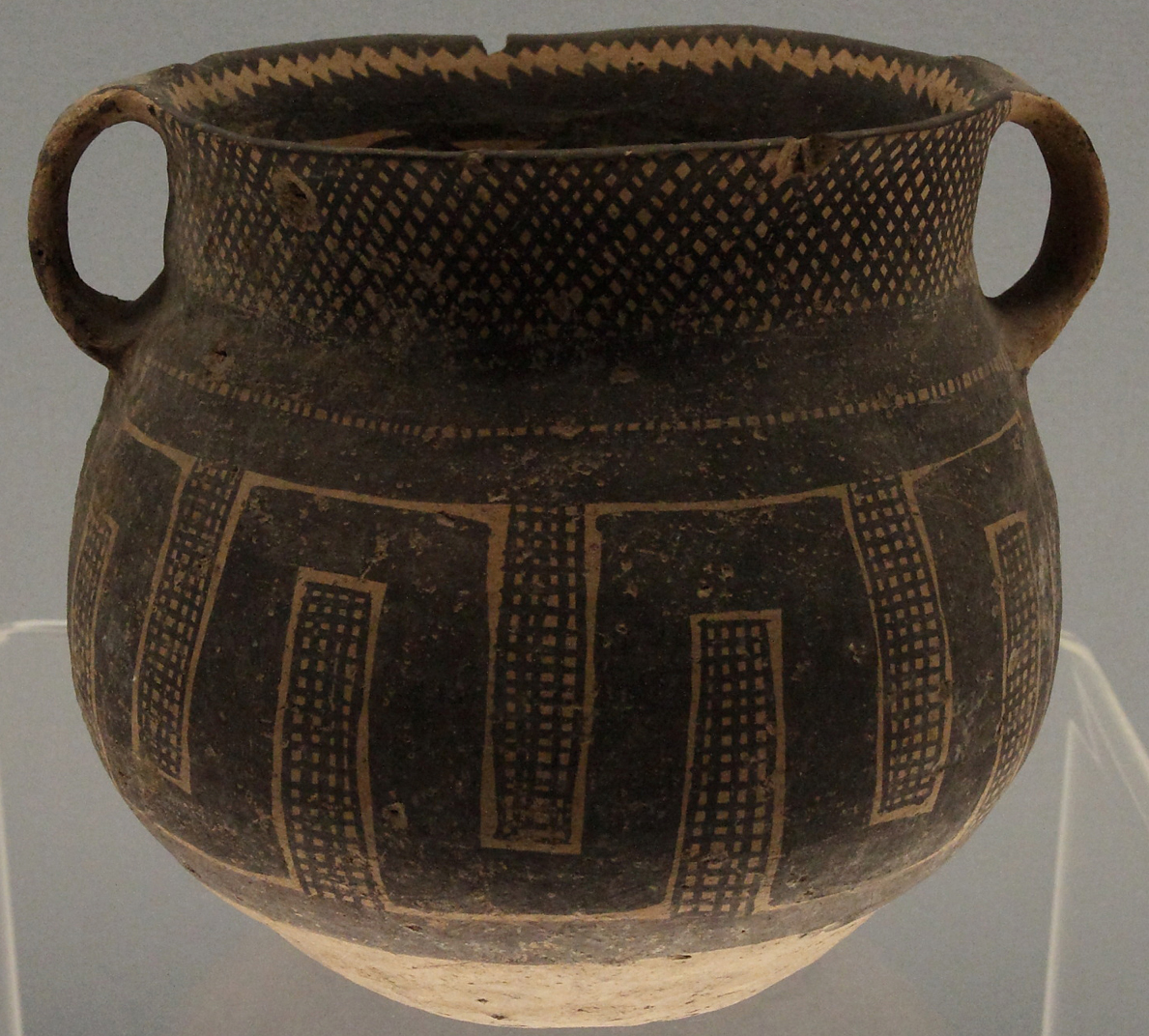
Fase Machang
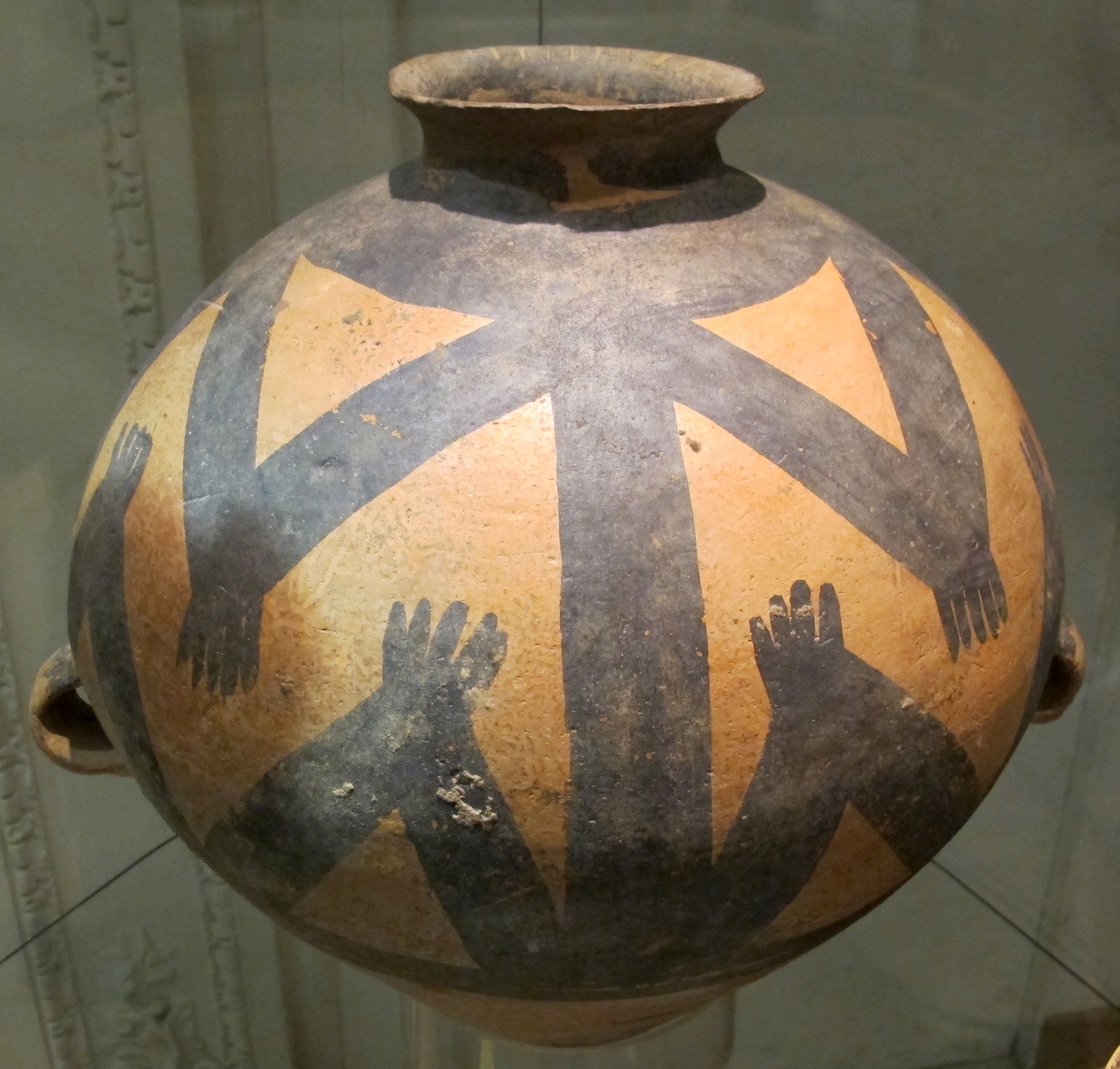
Fase Machang

## Bronce

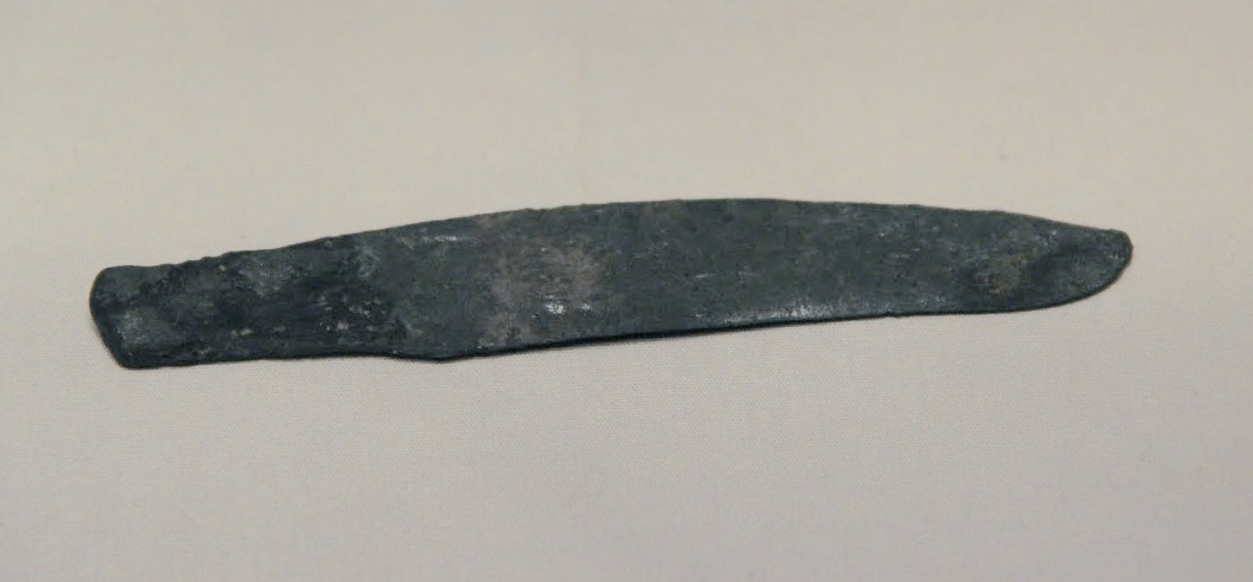
Cuchillo de bronce hallado en Dongxiang, Gansu

El objeto de bronce más antiguo encontrado en China fue el cuchillo descubierto en un yacimiento Majiayao en Dongxiang, Gansu, y fue datado entre el 2900 — 2740 a. C.
Otros objetos de cobre y bronce han sido descubiertos en los yacimientos del periodo Machang en Gansu.
La metalurgia se propagó a la región media y baja del río Amarillo a finales del tercer milenio a. C.

## Cambios climáticos
Los académicos han llegado a la conclusión de que el desarrollo de la cultura de Majiayao estaba estrechamente relacionado con los cambios climáticos. Un grupo de académicos de la Universidad de Lanzhou han investigado los cambios climáticos durante la cultura de Majiayao y los resultados indican que el clima fue húmedo hace 5830-4900 años, lo cual promovió el desarrollo de la cultura media de Majiayao al este de la provincia de Qinghai. Sin embargo, hace 4900-4700 años, el clima experimentó sequías en esta área, las cuales pueden ser responsables del declive y el traslado hacia el este de las culturas prehistóricas durante el periodo de transición desde la cultura temprana-media de Majiayao hasta la tardía.